# Rust Epique
Pour les articles homonymes, voir Lopez.
Charles Lopez (29 février 1968 – 9 mars 2004), mieux connu sous son nom de scène Rust Epique, était un guitariste et peintre américain, membre des groupes Crazy Town et pre)Thing. Originaire de Californie, il était également connu pour son style de vie de rock star.

## Biographie
Epique est né à Stockton, en Californie, mais a été élevé un peu plus au nord, à Modesto. Il y a vécu jusqu'à ce qu'il choisisse de poursuivre une carrière musicale, qui lui a permis de faire des tournées avec de nombreux groupes, dont "Kinesthesia", "Xit", "The Limit" et "Cliff Morrison". En 1989, il s'est installé à Hollywood pour privilégier sa carrière. Avant de rejoindre Crazy Town, Rust a dirigé "RUST and The SUPERHEROES" avec Rust à la guitare et au chant, Dave à la basse et Mike à la batterie.
En 1999, il rejoint Crazy Town, un groupe de rapcore de Los Angeles. Le groupe s'est fait connaître avec son hit Butterfly, qui a été classé au Billboard Hot 100 en 2001. En dépit de son succès avec Crazy Town, Epique quitte le groupe en raison de désaccords avec les autres membres. Il forme alors pre)Thing et commence à travailler sur un CD de démonstration de quatre pistes pour les labels de musique.
En 2003, V2 Records signe avec Epique. Ils produisent leur premier album 22nd Century Lifestyle en 2004. Leur titre Can't Stop a été utilisé dans deux des jeux vidéo WWE en 2004, WWE SmackDown! vs. RAW (PlayStation 2) et WWE Day of Reckoning (GameCube).

### Décès
Rust Epique est mort d'un arrêt cardiaque à la suite d'une rupture de l'artère aorte le 9 mars 2004 chez lui à Las Vegas.